# Liste des personnages de Prison Break

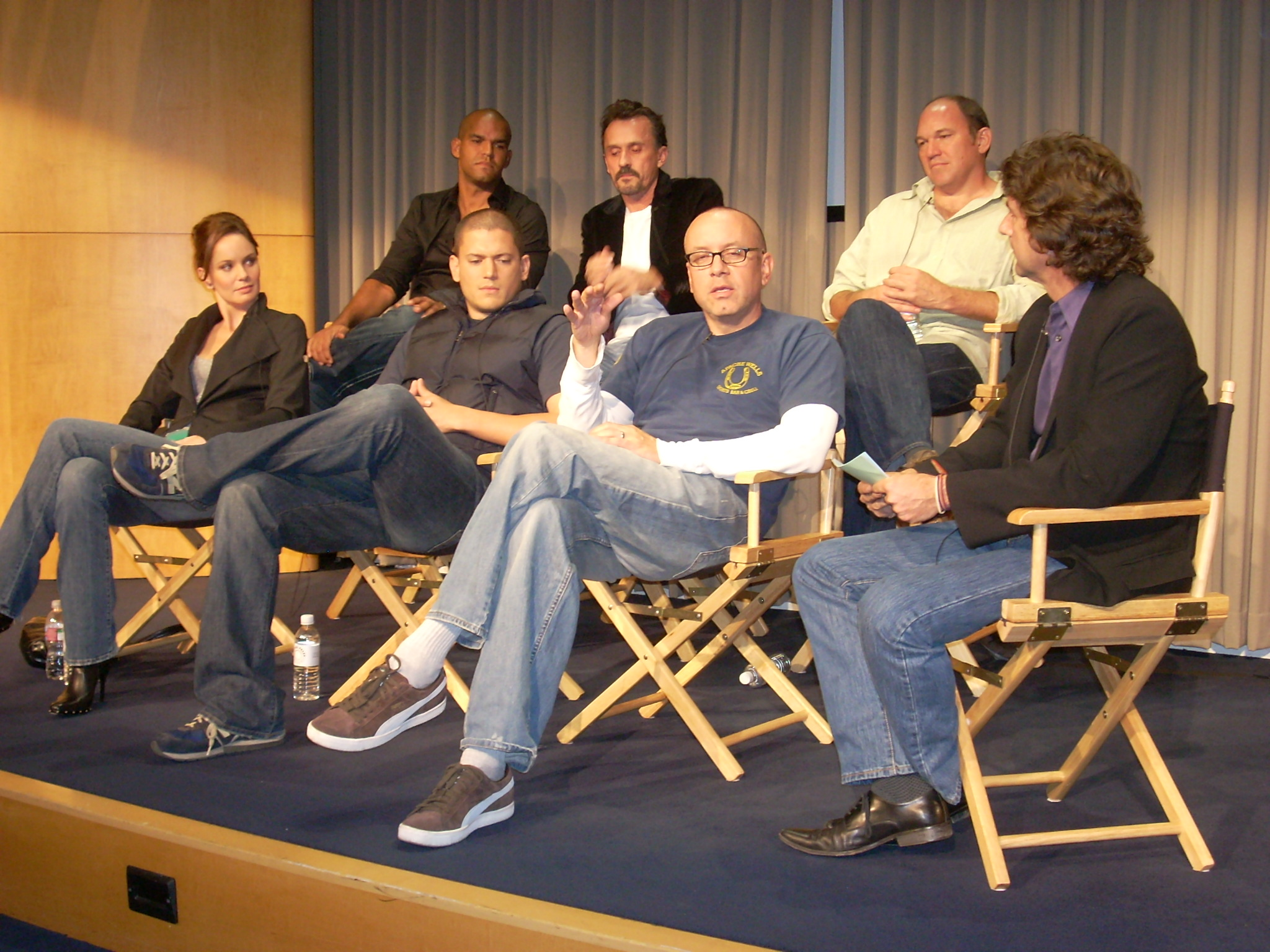
Amaury Nolasco, Robert Knepper, Wade Williams, Sarah Wayne Callies, Wentworth Miller et le producteur exécutif Matt Olmstead.

Cet article présente une liste des personnages de la série télévisée américaine Prison Break (titrée La Grande Évasion au Canada). Ces personnages sont classés par ordre alphabétique et accompagnés d'une courte description.

## Personnages principaux
Lincoln Burrows (interprété par Dominic Purcell) est un délinquant qui a été condamné à mort pour le meurtre du frère de la vice-présidente des États-Unis. Convaincu de son innocence, Michael Scofield (interprété par Wentworth Miller), le frère de Lincoln, va tout mettre en œuvre, au péril de sa propre vie, pour le faire évader de la prison de Fox River. Michael et Lincoln sont les seuls personnages qui sont apparus dans chaque épisode du feuilleton. Après l'incarcération de Michael, l'avocate Veronica Donovan (interprétée par Robin Tunney), amie d'enfance des deux frères, décide de reprendre le dossier de Lincoln. L.J. Burrows (interprété par Marshall Allman), le fils de Lincoln Burrows, est quant à lui très affecté par la mort prochaine de son père.
À l'intérieur de la prison, Michael commence à recruter d'autres prisonniers pour les besoins de son plan d'évasion : Fernando Sucre (interprété par Amaury Nolasco) et John Abruzzi (interprété par Peter Stormare). Sucre est le compagnon de cellule de Michael et constitue l'un des éléments comiques du feuilleton. Il est très amoureux de sa fiancée et décide de s'évader avant la fin de sa peine pour la récupérer. Abruzzi occupe une position importante parmi les prisonniers de Fox River, du fait de son appartenance à l'une des grandes familles mafieuses de Chicago. Il accepte de fournir un avion à Michael pour son plan en échange de l'adresse du témoin de ses crimes, Otto Fibonacci.
Michael doit également affronter Brad Bellick (interprété par Wade Williams), qui est le chef des gardiens de la prison de Fox River. Theodore Bagwell (interprété par Robert Knepper), surnommé T-Bag, est l'un des grands méchants du feuilleton. Cruel et sans pitié, il s'est incrusté dans l'équipe d'évasion après avoir découvert le plan. De plus, Benjamin Miles Franklin (interprété par Rockmond Dunbar), surnommé "C-Note", incarcéré pour recel, prend connaissance du projet de Michael. Souhaitant retrouver sa femme et sa fille, il force Michael à l'incorporer dans l'équipe. En dehors des prisonniers, Michael rencontre la doctoresse de Fox River, Sara Tancredi (interprétée par Sarah Wayne Callies), qui se sent très vite concernée par son bien-être. Leur relation amoureuse va se développer au cours du feuilleton, le rôle de Sara va prendre plus d'importance dans la deuxième saison. À l'extérieur de la prison, l'agent secret Paul Kellerman (interprété par Paul Adelstein) tente de mettre fin aux investigations de Veronica Donovan autour de la vice-présidente. Il fait tout son possible pour que Lincoln Burrows soit exécuté le plus rapidement possible.
La deuxième saison introduit un nouveau personnage principal, l'agent spécial du FBI Alexander Mahone (interprété par William Fichtner), qui est chargé de retrouver les fugitifs. Mahone est à la fois l'alter-ego intellectuel de Michael et sa némésis.
Les acteurs Robert Wisdom, Jodi Lyn O'Keefe et Chris Vance rejoignent le casting du feuilleton lors de la troisième saison en tant que personnages réguliers. Wisdom joue le rôle de Lechero, un trafiquant de drogue panaméen devenu le grand chef des prisonniers de Sona. O'Keefe a été choisie pour interpréter Susan B. Anthony, agent du Cartel et dont les véritables intentions ne sont pas clairement dévoilées. Enfin, Chris Vance tient le rôle de Whistler : un pêcheur accusé à tort dont la jolie petite amie Sofia Lugo (Danay García) fait équipe avec Lincoln pour le faire sortir de Sona.
Lors de la quatrième saison, Michael Rapaport incarne le flic ripoux Don Self, chargé de rendre la liberté de Michael et les autres en échange de la destruction du Cartel. Leon Russom joue quant à lui le rôle du chef du Cartel, tandis que Cress Williams joue un des agents de l'organisation.
La thématique de la famille est extrêmement présente dans Prison Break : Scofield, Bagwell, Mahone, Sucre, C-Note, Reynolds, chaque personnage cherche avant tout à protéger ou rassembler sa propre famille.

## Personnages secondaires
Les personnages secondaires les plus importants de la première saison sont le directeur de Fox River Henry Pope (interprété par Stacy Keach) et l'avocat Nick Savrinn (interprété par Frank Grillo). Charles Westmoreland (interprété par Muse Watson) est le plus vieux prisonnier du pénitencier. Michael le soupçonne d'être le fameux D. B. Cooper et d'avoir caché un million de dollars dans un endroit connu de lui seul ; il s’avérera en définitive que le butin s'élève à cinq millions et les évadés rechercheront activement cette somme dans la deuxième saison. Les deux autres prisonniers qui rejoignent l'évasion de Michael sont David « Tweener » Apolskis (interprété par Lane Garrison), un petit délinquant, et Charles « Haywire » Patoshik (interprété par Silas Weir Mitchell), un malade mental qui a tué ses parents qui l'avaient battu et méprisé toute sa vie.
Terrence Steadman (interprété pendant la saison 1 et la saison 2 par John Billingsley) ne fait que quelques apparitions dans le feuilleton, même s'il est au centre de la conspiration qui a conduit à la chute de Lincoln. Sa sœur Caroline Reynolds (interprétée par Patricia Wettig), vice-présidente des États-Unis, ambitionne d'en devenir la prochaine présidente.
William Kim (interprété par Reggie Lee) est un personnage secondaire introduit dans la deuxième saison qui va prendre progressivement une place grandissante. Il reçoit des ordres du Cartel pour superviser les agissements de Mahone et Kellerman.
McGrady, un jeune Panaméen de 17 ans, enfermé lui aussi à Sona, intervient également dans le feuilleton au cours de la saison 3. McGrady est fasciné par tout ce qui touche à l'Amérique et se révèle être une source d'information précieuse pour Michael.
Kathleen Quinlan incarne la mère de Michael Scofield, Christina Rose Scofield, et tient un rôle important à la fin de la saison 4.
- Haut – A
- B
- C
- D
- E
- F
- G
- H
- I
- J
- K
- L
- M
- N
- O
- P
- Q
- R
- S
- T
- U
- V
- W
- X
- Y
- Z

## A
- Ann : officier de police et fille de Jeanette Owens. (Saison 2)
- Abruzzi, John : l'un des parrains de la Mafia de Martissant. Condamné à la prison à vie, il contrôle le travail pénitentiaire à Fox River[1]. C'est lui qui coupera deux orteils de Michael, crèvera l'œil de Fiorello et qui tranchera la main gauche de T-Bag. (Saison 1, Saison 2).
- Abruzzi Jr., John : fils de John Abruzzi. (Saison 1, Saison 2)
- Abruzzi, Luca : fils de John Abruzzi. (Saison 5)
- Abruzzi, Nicole : fille de John Abruzzi. (Saison 1, Saison 2)
- Abruzzi, Sylvia : femme de John Abruzzi. (Saison 1, Saison 2)
- Al-Jurash, Talib : partisan de Daesh à la poursuite des évadés d'Ogygia. (Saison 5)
- Anderson, Brian : agent du Cartel, il est envoyé au burean de Don Self pour récupérer des informations sur son ordinateur. (Saison 4)
- Andrews, Mack : gardien de Fox River. (Saison 1)
- Anselmi, Donna : voisine des Burrows et professeur de français pour L.J., il aurait couché avec elle.
- Apolskis, David « Tweener » : emprisonné à Fox River pour vol qualifié. Surnommé «L'acrobate» en version française. Il se fait remarquer par Bellick après avoir volé la montre que portait Geary et veut l'obliger à espionner le groupe de Michael Scofield. Menacé de mort par son co-détenu, il prend part à l'évasion et fait partie des Huit de Fox River. Cependant, Michael l'exclut rapidement du groupe au début de la cavale, car il avait parlé à Bellick. Néanmoins, il retrouvera une partie des évadés dans l'Utah autour du magot de Westmoreland. Arrêté par Alexander Mahone, il est tué de sang froid pendant son transfert[2]. (Saison 1, Saison 2)
- Augusto : cousin de Lechero. (Saison 3)
- Avila, Hector : cousin de Sucre et son rival pour gagner le cœur de Maricruz. C'est lui qui a dénoncé Sucre à la police en plein vol dans le but d'acheter une bague. Il finira éconduit à l'autel par Maricruz quelques jours après l'évasion de Sucre. (Saison 1, Saison 2)

## B
- Bagwell, Jimmy : cousin germain de Theodore. Il est tué par la mafia d'Abruzzi. (Saison 1)
- Bagwell Jr., Jimmy  : fils de Jimmy et neveu de Théodore. Il est tué par erreur par la mafia d'Abruzzi. (Saison 1)
- Bagwell, Theodore « T-Bag » : T-Bag a été condamné à vie sans possibilité de remise de peine pour enlèvement, viol et meurtre[3]. (Saison 1, Saison 2, Saison 3, Saison 4, Saison 5)
- Baker, David Allen : engagé par le Cartel pour programmer le système de Scylla. (Saison 4)
- Baker, Elaine : femme de David Baker. (Saison 4)
- Balfour, Sebastian : l'ex-petit ami de Veronica Donovan, il se fait tuer par Quinn. (Saison 1)
- Ballard : prisonnier qui est avec John Abruzzi. (Saison 1)
- Ballard « Docteur » : chirurgien qui s'est occupé de Lincoln après s'être fait tiré dessus pas Luca Abruzzi. (Saison 5)
- Ballard, Nathan : Sheriff de Chicago et ami de Bellick. (Saison 1)
- Balz-Johnson « Avocado » : détenu de la prison de Fox River. Il aime passer son temps à violer ses codétenus. Il se fait couper ses testicules par son codétenu David Apolskis. Bellick sera son codétenu pendant la courte incarcération de l'ancien gardien. (Saison 1, Saison 2)
- Banarjee, Nandu : Premier Ministre de l'Inde et père de Naveen Banarjee. (Saison 4)
- Banarjee, Naveen : fils de Nandu Banarjee et un acheteur potentiel de Scylla. (Saison 4)
- Barris, Leticia : témoin de seconde main (via son petit ami assassiné) de l'innocence de Lincoln Burrows. (Saison 1)
- Banks : il force Bellick à lui apporter son dessert. (Saison 2)
- Basem : partisan de Daesh à la poursuite des évadés d'Ogygia. (Saison 5)
- Becker, Ralph : membre du Cartel et garde du corps du Général Krantz. (Saison 4)
- Becky : secrétaire du directeur Henry Pope à Fox River. (Saison 1)
- Belle, Debra Jean : étudiante qui a voyagé vers l'Utah avec Tweener. (Saison 2)
- Bellick, Bradley «Brad» : chef des gardiens de la prison de Fox River. Il outrepasse régulièrement le règlement avec des arrangements avec les prisonniers pour garder l'ordre. Il assiste impuissant à l'évasion des Huit de Fox River et mène le début de la traque avant la prise de relai par le FBI. Il est mis à pied pour être responsable indirect de l'évasion en ayant confié le travail pénitentiaire aux évadés. Il part traquer l'argent de Westmoreland que T-Bag a récupéré dans l'Utah, d'abord en duo avec son ancien collègue Geary, puis avec Sucre du Mexique au Panama. Il se retrouve piégé par T-Bag et emprisonné à Sona, rejoints par T-Bag, puis Sucre. Tous les trois s'évadent de Sona et rejoignent Los Angeles où ils font partie du groupe mené par Michael et Lincoln pour faire tomber le Cartel. Bellick se sacrifie au cours d'une opération. Ses camarades lui rendent hommage[2]. (Saison 1, Saison 2, Saison 3, Saison 4)
- Bellick, Edna : mère de Bradley Bellick. (Saison 2, Saison 4)
- Bennett, Bruce : ami et adjoint politique de Frank Tancredi. (Saison 2, Saison 4)
- Bennett, Josh : père de Bruce Bennett.
- Blake, Emily «A&W» : agent de la CIA et associée de Poséidon, elle travaille en duo avec Van Gogh. (Saison 5)
- Blauner, Andrew : employé de Gate Corporation. (Saison 4)
- Bo : il a piégé Lincoln en lui faisant choisir des armes. (Saison 1)
- Blondie : il est un agent du Cartel. C'est lui qui tue Veronica Donovan, tente de tuer Sara puis menace la famille de Mahone. Il est tué par ce dernier. (Saison 2)
- Brent : barman et collègue de Tia Hayden. (Saison 4)
- Brian : employé de chez JEP'S Electronics, Sara y dépose son téléphone venant d'être piraté. (Saison 5)
- Brighton, David George « Docteur » : psychiatre de Michael. (Saison 1)
- Brinker, Samantha : employée du "Cartel". Elle gère la campagne de Caroline Reynolds. Cependant, elle constate que la situation commence à échapper au Cartel avec la réapparition d'Aldo Burrows qui empêche l'exécution de son fils. Elle projette d'éliminer la vice-présidente, mais cette dernière prend les devants en faisant assassiner le Président. Une fois Caroline Reynolds devenue présidente, le Cartel remplace Brinker par William Kim. (Saison 1)
- Buchanan, Jason «Maytag» : compagnon de cellule de Theodore Bagwell à Fox River. Il se fait tuer pendant une bagarre. (Saison 1)
- Burrows, Aldo : père de Michael Scofield et Lincoln Burrows. C'est un ancien employé du "Cartel". (Saison 1, Saison 2)
- Burrows, Lincoln : l'un des deux héros du feuilleton. Il a été condamné à mort pour le meurtre de Terrence Steadman, crime qu'il n'a pas commis. Il a été transféré à Fox River, dans le quartier des condamnés à mort, jusqu'à son exécution[2],[4]. (Saison 1, Saison 2, Saison 3, Saison 4, Saison 5)
- Burrows Jr., Lincoln («L.J.») : fils de Lincoln Burrows[2]. (Saison 1, Saison 2, Saison 3, Saison 4)

## C
- Carruth, Scott : travaille pour Christina Rose Scofield. (Saison 4)
- Chaco : il vend de la cocaïne à Michael pour piéger Mahone. (Saison 2)
- Cheo : il a été tué par Lechero. (Saison 3)
- Chet : ami de Woody qui disparaît au moment de le retrouver. (Saison 2)
- Choppy : prisonnier qui garde l'entrepôt de produits toxiques. (Saison 1)
- Chris : ami de Benjamin, il l'aide à retrouver sa femme et sa fille. (Saison 2)
- Chuck : il garde la voiture de Michael en fourrière. (Saison 2)
- Claudia : Étudiante à l'université de Syracuse. (Saison 5)
- Clayton, Will : il est le fils illégitime de Henry. Il a été retrouvé mort à Toledo à l'âge de 18 ans. Kellerman et Hale utilisent ce secret pour obliger Pope à transférer Michael Scofield dans une prison, mais le directeur refuse. (Saison 1)
- Clozza : garde du corps de Lisa Tabak. (Saison 4)
- Cordero, Petey : ami de Sucre. Il lui prête sa moto et lui annonce que Maricruz se marie avec Hector. Cordero ne reverra jamais sa moto. (Saison 2)
- Cowler, Bo : gardienne de Miami-Dade Penitentiary. (Saison 4)
- Coyote : contrebandier mexicain qui a arrangé un marché avec Michael Scofield pour lui procurer un avion jusqu'au Mexique en échange de nitroglycérine. Cependant, le plan inital ne se déroule pas comme prévu puisque la marchandise que Michael devait livrer a été trouvé plus tôt par le FBI, et Michael a dû improviser face aux contrebandiers. (Saisons 1 et 2)
- Cristobal : détenu de Sona, il s'est fait sa propre bande au cœur de Sona. Il se fait tuer par Lechero. (Saison 3)
- Cross : détenu d'Ogygia, il se fait tuer par Sid. (Saison 5)
- Curtin, Danielle : fille de Jerry Curtin. (Saison 2)
- Curtin, Jerry : il aide T-Bag à aller vers l'Utah et se fait tuer par celui-ci. (Saison 2)
- Cyrus : il fait partie de la bande à Cristobal, il se fait tuer par Lechero. (Saison 3)

## D
- Daddy : détenue de Miami-Dade Penitentiary, chef d'un gang de prisonnières. (Saison 4)
- Dallow, Conrad : sénateur de Californie et travaille avec Herb Stanton. (Saison 4)
- Damani : agent du Cartel. (Saison 4)
- Daniels, Joe : avocat du Général Jonathan Krantz. (Saison 4)
- Darinda, Raul : défenseur public, il informe Mahone de la date du tribunal. (Saison 3)
- Day, Tommy : propriétaire de l'appartement que Whistler a loué. (Saison 3)
- Delgado, Maricruz : petite-amie de Sucre. (Saison 1, Saison 2, Saison 3)
- Delgado, Theresa : sœur de Maricruz. (Saison 2, Saison 4)
- Denise : T-Bag s'est servi d'elle pour trouver l'adresse de Susan Hollander, puis l'a tuée. (Saison 2)
- Diamond, Adam : fils d'Eric Diamond. (Saison 1)
- Diamond, Eric : il donne l'ordre à Turk de tuer Burrows. (Saison 1)
- Donovan, Veronica : avocate[2] et amie d'enfance de Michael et Lincoln. Elle est assassinée après avoir retrouvée Terrence Steadman en vie. (Saison 1, Saison 2)[2]
- Downey : travaille pour Christina Rose Scofield. (Saison 4)

## E
- Edison, Nathaniel : fonctionnaire de haut rang du Cartel et est détenteur d'une des cartes de Scylla. (Saison 4)
- El Tunis, Mohammad : ingénieur électricien et père de Sid. (Saison 5)
- Elise : employée de la Sécurité Intérieure. (Saison 4)
- Escamilla, « Colonel » : gardien de Sona. Il a décidé de couper la fourniture d'eau à Sona après l'émeute. (Saison 3)

## F
- Falzone, Philly : parrain appartenant à la même «famille» que John Abruzzi. En bloquant les pots-de-vin de son associé à Bellick, il force Michael Scofield à lui donner Fibonacci. Malheureusement, le mafieux tombe dans le piège de Michael en se faisant arrêter au Canada pour port d'arme illégal en pleine conditionnelle, l'adresse étant fausse. (Saison 1)
- Ferguson : agent du Cartel. (Saison 4)
- Feytek, Matt : petit-ami de Sasha Murray. (Saison 2)
- Fibonacci, Otto : témoin de l'exécution de deux hommes sur ordre de John Abruzzi. Il est entré dans un programme de protection de témoin. Michael a retrouvé sa trace afin d'attirer l'attention de John Abruzzi pour s'évader ensemble. Alors que Fibonacci se trouve dans le Kansas, une bande de tueur menée par Falzone se fait arrêter au Canada dont l'adresse fournie par Michael est fausse. (Saison 1)
- Fiorello, Gus : détenu à Fox River et bras-droit de John Abruzzi. Il sera un temps promu parrain de la prison par Falzone qui n'avait plus confiance en John, ce qui lui coutera un œil crevé par John. Néanmoins, après l'arrestation de Falzone et les privilèges de John rétablis, Fiorello redevient son bras droit comme si de rien n'était. (Saison 1)
- Flam : ami de Benjamin, il l'aide à retrouver sa femme et sa fille. (Saison 2)
- Flora : prostituée qui servit à piéger Michael, Brad et Fernando. Elle se fait tuer par T-Bag. (Saison 2)
- Foley : agent du FBI. (Saison 2)
- Forsik, Benjamin : travaille pour "Projet Justice". Il refuse de défendre Lincoln. (Saison 1)
- Foster, Kelli : elle se fait tuer à la place de Sara. Cette dernière prendra son identité. (Saison 2)
- Franco, Chris : agent du FBI, coéquipier de Wilson Wright. (Saison 4)
- Franklin, Benjamin Miles « C-Note » : « Pharmacien » de Fox River, il a été condamné à huit ans de prison pour possession d'objets volés. Il s'en échappe avec les autres évadés[2]. (Saison 1, Saison 2, Saison 4, Saison 5)
- Franklin, Dede : fille de C-Note et Kacee Franklin. (Saison 1, Saison 2)
- Franklin, Kacee : femme de C-Note et mère de sa fille Dede. (Saison 1, Saison 2)

## G
- Gaines, Harlan : directeur adjoint de la CIA, il est tué par Poséidon. (Saison 5)
- Gallego, Alfonso : père de Luis, il aide Michael à s'évader de Sona. (Saison 3)
- Gallego, Luis « McGrady » : jeune panaméen prisonnier à Sona. Il adore tout ce qui est américain, et particulièrement la NBA. Il rendra quelques services à Scofield, et finira par s'évader avec lui. Grâce à Michael, il retrouve son père et tous deux s'enfuient en Colombie où ils se retrouvent paisiblement en famille. (Saison 3)
- Geary, Roy William : gardien de prison à Fox River avant d'être licencié pour mauvais traitements. Il était connu pour extorquer et voler les détenus. Il est dénoncé par Michael. Dans la seconde saison, il traque avec Bellick le magot de Westmoreland et capturent donc T-Bag qui le possède. Geary trahit Bellick en l'assommant et en s'enfuyant avec l'argent. Cependant, T-Bag qui a réussi à s'enfuir retrouve la trace de Geary et le tue. Bellick est accusé de son meurtre (à la suite d'un message le menaçant de mort et d'une facture) et se retrouve incarcéré à Fox River ! (Saison 1, Saison 2)
- Georgie : propriétaire d'un bar à San Pedro. (Saison 4)
- Giles, Tim : il donne à Veronica la vidéo du meurtre. (Saison 1)
- Grace : employée au département d'État. (Saison 5)
- Gregg, Marty : avocat de Sara Tancredi. (Saison 2)
- Glenn, Roland : informaticien aidant Michael et les autres à récupérer des données du Cartel. (Saison 4)
- Green, Cooper : employé au Ministère de la justice et ami d'Aldo Burrows. (Saison 2)
- Gudat, Marvin : vétérinaire qui tente de soigner la main de T-Bag. Il est sa première victime depuis l'évasion. (Saison 2)

## H
- Haft, Joyce : hôtesse d'accueil de la Dade Miami Bank. (Saison 4)
- Hale, Allison : femme de Daniel Hale. (Saison 1, Saison 4)
- Hale, Daniel : agent des services secrets et partenaire de Kellerman. Il l'assiste dans son travail pour le compte de la Vice-présidente. Cependant, il va changer de camp et va tout raconter à Veronica quand son collègue le retrouve et l'assassine. (Saison 1)
- Hayden, Tia : amie de Scott Carruth. (Saison 4)
- Heather : ex-femme de Poséidon et meilleure ami de Sara après le décès de Michael. (Saison 5)
- Hoffner, Seth « Cherry » : condamné à passer huit ans à Fox River pour vol de voiture et enlèvement. Co-détenu de T-Bag, il se suicide après que Michael Scofield ait refusé de l'aider contre les abus de T-Bag, ce dernier faisant parti de son équipe d'évasion. Michael regrette ne pas avoir pu l'aider. (Saison 1)
- Hollander, Gracey : fille de Susan Hollander. (Saison 1, Saison 2)
- Hollander, Susan : ancienne petite-amie de T-Bag dont il est toujours amoureux. (Saison 1, Saison 2)
- Hollander, Zack : Fils de Susan Hollander. (Saison 1, Saison 2)
- Holtz, Miriam : agent spécial de la Sécurité Intérieure qui se fait passer pour une hôtesse d'accueil chez Gate Corporation sous le nom de Trishanne. (Saison 4)
- Hooks, Darrin : agent de la Sécurité Intérieure, il se fait tuer par Don Self en essayant de l'arrêter. (Saison 4)
- Huan, Feng : homme d'affaires chinois intéressé par l'achat de Scylla. (Saison 4)
- Hucks : gardienne de Miami-Dade Penitentiary. (Saison 4)
- Hudson, Tyler Robert « Bob » : gardien de prison à Fox River. Il est assassiné par T-Bag durant une émeute après avoir découvert le plan d'évasion. "Cherry" "dénoncera" son assassin (en réalité une manœuvre de T-Bag pour se disculper). (Saison 1)
- Hudson, Shauna : Femme de « Bob ». (Saison 1)
- Humphries « Sergent » : il est le responsable d'un barrage routier et laisse passer les frères et Kellerman. (Saison 2)
- Hurtado « Capitaine » : gardien de Sona. (Saison 3)
- Hutchinson « Capitaine » : il est à la recherche des frères lors du meurtre de Naveen Banarjee, il se fera tuer par Becker lorsqu'il s'apprêta à les arrêter. (Saison 4)

## I
- Ibrahim : juge fédéral au Yémen et ami de Jamil. (Saison 5)
- Ives : agent du FBI qui aide Mahone à traquer les fugitifs. (Saison 2)

## J
- Ja : prisonnier coréen et compagnon de cellule de Michael à Ogygia. (Saison 5)
- Jamil : fonctionnaire du gouvernement du Yémen et père de Sheba. (Saison 5)
- Jay : Ami de Benjamin, il l'aide à retrouver sa femme et sa fille. (Saison 2)
- Jenkins, Harold : pompiste qui a fait le plein pour D.B. Cooper. (Saison 2)
- Jesus : il perd tout son argent en jouant au poker contre C-Note. (Saison 1)

## K
- Kalinda : amie de Maricruz et de Theresa. (Saison 2)
- Kawakami-Kishida, Henry : Assistant de Paul Kellerman au département d'État. (Saison 5)
- Keenan : détective travaillant pour le compte de Poséidon. (Saison 5)
- Kellerman, Paul alias « Owen Kravecki » : agent des Services Secrets accrédité par Caroline Reynolds pour être sûr que Lincoln soit bien exécuté. (Saison 1, Saison 2, Saison 4, Saison 5)
- Juge Kessler, Randall : Il juge Lincoln Burrows. (Saison 1)
- Kim, William «Bill, Kim» : « Membre du Cartel. ». Il supervise la traque des évadés de Fox River en les faisant éliminer par Mahone qui a une dette envers le Cartel. Il fait également éliminer le Gouverneur Tancredi après que celui-ci ait découvert le Cartel et traque donc également sa fille Sarah. Cette dernière le tuera au Panama alors qu'il tenait en joue les deux frères. Michael sera envoyé dans la prison de Sona pour son meurtre, un plan qui se déroule bien pour le Cartel. (Saison 2)[2]
- King : Agent qui aide Gretchen à accomplir sa mission. (Saison 3)
- Knowlton, Briand : travaille pour John Abruzzi. (Saison 1)
- Knowlton, Roger : psychiatre qui travaille pour le Cartel. (Saison 4)
- Krantz, Jonathan «Pad Man» : dirigeant du Cartel aux États-Unis[2]. (Saison 2, Saison 3, Saison 4 )

## L
- Lang, Felicia : Agent du FBI, renseigne constamment Mahone sur la localisation des fugitifs. Après la traque, puis la déchéance et la rédemption de Mahone qui aidera les frères dans leur combat contre le Cartel, elle finira en couple avec lui. (Saison 2, Saison 3, Saison 4)
- Leon : tueur à gages chargé d'éliminer Aldo, Lincoln et Lincoln Junior Burrows. Sa tentative est un échec et est tué. (Saison 2)
- Lockhart, Gloria : supérieur de Henry Kawakami-Kishida au département d'État. (Saison 5)
- Lugo, Sofia : latino vivant à Panama, son petit ami Whistler est incarcéré avec Michael Scofield. Tous les jours, elle se rend aux abords de la prison pour clamer son innocence. Le but de ce personnage est visiblement de rajouter une touche de passion amoureuse[2]. Elle finit en couple avec Lincoln. (Saison 3, Saison 4)
- Lukasz : ouvrier de maintenance et un ami de Veronica Donovan. (Saison 1)

## M
- Madrid, Vera : employée du Banco de Versailles. (Saison 3)
- Maggio : il envoie l'avoir pour faire évader les frères. (Saison 1)
- Mahone, Alexander : l'agent spécial du FBI Mahone est chargé de la gigantesque chasse à l'homme des évadés de Fox River[2]. Il est chargé par le Cartel de tuer tous les fugitifs. Cependant cela lui conduit à la déchéance après avoir été dénoncé par C-Note et envoyé en prison à Sona par Michael qui s'y retrouve également. Néanmoins, il se joindra à l'évasion de Michael et se joindra au combat des deux frères contre le Cartel. Divorcé de Pam, il tentera de se remettre avec elle, mais l'assassinat de leur fils l'éloignera d'elle et finira en couple avec sa collègue Lang. (Saison 2, Saison 3, Saison 4)
- Mahone, Cameron : fils d'Alexander et Pamela Mahone. Il est victime d'une tentative de meurtre par le Cartel pour obliger Mahone à reprendre le boulot. Quand Mahone se met à combattre officiellement le Cartel avec Whistler et Michael, Cameron est tué par Wyatt, le tueur du Cartel. Son père le vengera. (Saison 2, Saison 4)
- Mahone, Pamela : ex-femme d'Alexander Mahone et mère de Cameron. (Saison 2, Saison 4)
- Mailor « Révérend » : aumônier de Fox River. (Saison 1)
- Malden « Docteur » : neurologue qui ausculte Michael. (Saison 4)
- Mara, Conor : détective de la police de Los Angeles, il enquête sur la disparition d'Andrew Blauner. (Saison 4)
- Mariano : détenu de Sona. (Saison 3)
- Marilyn : animal de compagnie de Westmoreland. Elle est tuée par Bellick. Le vieux détenu se venge en mettant le feu à la salle de pause des gardiens, ce qui arrange dans le plan d'évasion de Michael. (Saison 1)
- Mark : collègue de Tia Hayden. (Saison 4)
- Marlin « Detective » : responsable de l'arrestation de Sara. (Saison 4)
- Martin, David « Whip » : Fils de T-Bag, ancien associé de Michael. (Saison 5)
- Mary Francis, « Sœur » : prostituée panaméenne qui se déguise en religieuse en vue d'entrer à Sona et fournir des services à Lechero. (Saison 3, Saison 4)
- Mathewson, Wyatt : tueur à gages chargé d'éliminer Michael et les autres. Après avoir capturé Gretchen pour son échec, il assassine Whistler et le fils de Mahone. De ce fait, après avoir tué Roland, il est capturé par l'équipe de Michael. Une fois que Michael en a fini avec lui, l'équipe laisse Mahone assouvir sa vengeance, le conduisant à la mort après l'avoir torturé. (Saison 4)
- McMorrow « Évêque » : Fervent défenseur contre la peine de mort et évêque influent sur le gouverneur, il est assassiné par Kellerman. C'est le premier meurtre de la série. (Saison 1)
- Menjavar : Garde de Sona, il torture Bellick puis T-Bag pour retrouver Michael. (Saison 3)
- Mestas « Général » : il est le chef colérique de Sona, après la mort du général Zavala. Il dirige les efforts pour capturer les évadés. (Saison 3)
- Mills, Richard : 45e Président des États-Unis. (Saison 1)
- Monjares, Auturo : gardien de Sona. Sucre sabote la Jeep qu'il était en train de réparer. (Saison 3)
- Montana : agent du FBI qui aide Mahone à superviser la vidéo envoyée par Michael et Lincoln. (Saison 2)
- Morgan, Darius : frère de Kacee Franklin, il complote avec son beau-frère. (Saison 1)
- Morgan, Emily : fille de Gretchen Morgan[2] et de Jonathan Krantz. (Saison 4)
- Morgan, Gretchen Louise /  « Susan B. Anthony » : employée du cartel[2], qui détient L.J. et Sara. (Saison 3, Saison 4)
- Morgan, Rita : sœur de Gretchen Morgan et mère adoptive d'Emily Morgan. (Saison 4)
- Murray, Sasha : son père se fait tuer par Patoshik. (Saison 2)
- Mustapha : gardien de prison. (Saison 5)

## N
- Ness, Jacob Anton « Poséidon » : mari de Sara et agent de la C.I.A. véreux, il est à l'origine de l'incarcération de Michael. Ce dernier, en plus de planifier son évasion, organise un plan pour le faire tomber. Il sera assassiné en prison par T-Bag pour venger la mort de son fils. (Saison 5)
- Nieves : il est responsable du trafic de drogue dans Sona. (Saison 3)
- Norino, Sammy : bras droit de Lechero dans la prison de Sona. Il prend la place de son chef dans la prison, le chassant de son appartement. Cependant, le règne de Sammy est court car il meurt enseveli dans le tunnel qui doit servir pour l'évasion, Michael ayant retiré une pièce pour tenir sa structure.  (Saison 3)

## O
- Octavio : détenu de Sona et homme de Cristobal. Il se fait tuer par Bellick pendant un combat. (Saison 3)
- Okella, Salomon : membre des Nations unies attachés aux États-Unis et membre du mouvement anti-société. Il contribuera à amener la Compagnie vers le bas. (Saison 4)
- Omar : il organise la rencontre entre Lincoln et Michael dans la prison de Ogygia. (Saison 5)
- Oren, Griffin : fonctionnaire de haut rang du Cartel et détenteur d'une des cartes de Scylla. (Saison 4)
- Osberto : il vend une bombe à Lincoln. (Saison 3)
- Owens, Jeanette : propriétaire de la maison où l'argent de Charles Westmoreland est enterré. (Saison 2)

## P
- Pace, Kristine : sœur de Paul Kellerman. (Saison 2)
- Papo : il a été tué par le Colonel Escamilla quand il a pensé qu'il essayait de sortir de prison. (Saison 3)
- Patoshik, Charles « Haywire » : Incarcéré dans la section psychiatrique de Fox River, purgeant une peine de soixante ans pour meurtre au second degré[2]. Surnommé «Le disjoncté» en version française. Il est pendant un temps le co-détenu de Michael avant d'être renvoyé en psychiatrie. Finalement, Michael le retrouve et se sert de sa mémoire photographique pour redessiner le plan de la psychiatrie. Il fait partie des huit évadés de Fox River, même s'il prend rapidement un chemin différent. Mahone le retrouve et le conduit au suicide, conformément aux ordres du Cartel. (Saison 1, Saison 2, Saison 3)
- Patterson, Louis : Gardien de prison à Fox River. (Saison 1, Saison 2)
- Pavelka, Ed : succède à Henry Pope en tant que directeur de la prison de Fox River. Il se veut plus répressif que son prédécesseur. (Saison 2)
- Pertz : il retrouve 60 % des données du disque dur de Michael. (Saison 2)
- Philips, Blue : avocat envoyé par Kellerman pour aider Sara. (Saison 4)
- Phillips, Jane : alliée d'Aldo Burrows. Elle travaille avec lui pour détruire le "Cartel". (Saison 2)
- Pike, Elliott : agent des services secrets. Il propose à Michael de s'évader de Sona. (Saison 2, Saison 3)
- Pistachio,« Stash » : détenus transsexuels cubains et barbier de Lechero. (Saison 3)
- Potts, Jasper : ancien opérateur de la sécurité intérieure et du Cartel, il se met donc à la vente automobile pour pouvoir disparaitre, mais il se fera retrouver et tuer par Wyatt. (Saison 4)
- Pope, Henry : directeur de la prison de Fox River[2]. (Saison 1, Saison 2)
- Pope, Judy : femme de Henry Pope. (Saison 1)
- Powell : travaille pour le Cartel, il est chargé de déplacer Scylla. (Saison 4)
- Prall, William : joueur de Baseball. C'est l'identité utilisé par Aldo Barrows pour assister à la tentative d'exécution de Lincoln. (Saison 1)
- Prismaticos, Guillermo : détenu de Sona. Il se fait voler ses jumelles et son micro-ondes par Michael. (Saison 3)

## Q
- Quinn : Employé du "Cartel", chargé de superviser les agents Kellerman et Hale. (Saison 1)

## R
- Rafael : gardien de Sona. (Saison 3)
- Ramal, Abu : prisonnier de Ogygia et chef de l'État Islamique. (Saison 5)
- Ray, Frewen : gardien de prison à Fox River. (Saison 1)
- Reynolds, Caroline : vice-présidente puis Présidente des États-Unis[2]. (Saison 1, Saison 2)
- Reza  « Cyclope » : membre de l'État Islamique et ancien camarade de classe de Sheba. (Saison 5)
- Rix, Lisa : mère de L.J. Burrows et femme d'Adrian Rix. (Saison 1)
- Rizzo, Green : gardien de prison à Fox River. (Saison 1)
- Ron : il met au courant Sara que le pénitencier ne fait pas de TP dans les faux plafonds. (Saison 1)
- Roy, Antoine : gardien de prison à Fox River. (Saison 1)

## S
- Saldaña, Rita : fausse amante de Fernando. (Saison 1)
- Salinas, « Sergent » : il incarcère Alexander Mahone pour avoir frappé un vigil de l'hippodrome. (Saison 4)
- Sanchez, Manche : Détenu à Fox River et cousin de Fernando Sucre. (Saison 1, Saison 2)
- Sancho : ami de T-Bag, il fut tué et mangé par celui-ci. (Saison 4)
- Sandinsky, Vincent : scientifique travaillant pour le Cartel depuis plus de 21 ans. (Saison 4)
- Sands, Lyle : agent du FBI de Salt Lake City qui aide Mahone à retrouver les évadés. (Saison 2)
- Savrinn, Nick : avocat qui accepte d'aider gratuitement Veronica Donovan à innocenter Lincoln Burrows. (Saison 1)
- Sapo : ami de Brad. Il est tué alors qu’il essayait de s'évader de Sona. (Saison 3)
- Schimek, Steve : il dénonce Aldo et Lincoln à la police en ayant vu leur voiture. (saison 1)
- Scofield, Christina Rose : mère de Lincoln et Michael[2]. (Saison 4)
- Scofield, Michael : l'un des deux héros du feuilleton. Michael a mis en scène un braquage de banque pour être emprisonné au même endroit que son frère et l'aider à s'évader[2],[4],[5]. (Saison 1, Saison 2, Saison 3, Saison 4, Saison 5)[5]
- Scofield Jr., Michael : fils de Michael et Sara. (Saison 4, Saison 5)
- Scuderi, Alexa : femme de Howard Scuderi. (Saison 4)
- Scuderi, Howard : fonctionnaire de haut rang du Cartel et est détenteur d'une des cartes de Scylla. (Saison 4)
- Self, Donald : agent du gouvernement détenant Michael et lui demandant des services en échange de la liberté. (Saison 4)
- Shales, Oscar : première victime d'Alexander Mahone, il était un violeur et tueur en série. Son cadavre est enterré dans le jardin de Mahone.
- Sheba : elle aide Lincoln et C-Note à faire évader Michael. (Saison 5)
- Shepard, Ronald Winston : il rencontre Sara dans un bar et lui vole sa carte de crédit. (Saison 4)
- Simms, Alice : directrice de Miami-Dade Penitentiary. (Saison 4)
- Silas, « Docteur » : il tente d'opérer Dede. (Saison 2)
- Sid : elle a fait le tatouage de Scofield. (Saison 1, Saison 2)
- Sid : prisonnier de Ogygia et compagnon de cellule de Michael. (Saison 5)
- Skittlez : détenue de Miami-Dade Penitentiary. (Saison 4)
- Sklar : gardien dans la section psychiatrique de la prison de Fox River. (Saison 1)
- Slattery, Kathryn : inspecteur de police chargé de l'enquête du meurtre de Geary. (Saison 2)
- Smallhouse, Anthony : travaille pour Philly Falzone. (Saison 1)
- Snee : pilote d'avion qui aide Michael à faire évader Sara. (Saison 4)
- Soco « Capitaine » : il traque les évadés de Sona. (Saison 3)
- Sooter, Richard : membre de l'US Marshals Service, il a coopéré avec Herb Stanton et le sénateur Conrad Dallow. (Saison 4)
- Stanton, Herb : supérieur hiérarchique de Don Self à la Sécurité Intérieure. (Saison 4)
- Steadman, Leslie : épouse de Terrence. (Saison 1)
- Steadman, Terrence : frère de Caroline Reynolds, vice-présidente des États-Unis. Lincoln Burrows a été condamné pour avoir assassiné Terrence[4]. (Saison 1, Saison 2)
- St. John, Norman « Lechero » : le « gérant » du pénitencier de Sona. À la suite de la fuite des gardiens, il s'est imposé comme le chef et tout ce qui a rapport avec l'ordre à l'intérieur de la prison passe par lui. Il est abattu par les gardiens de Sona en tentant de s'évader et sera finalement achevé par T-Bag[2]. (Saison 3)
- Stolte, Keith : gardien de prison à Fox River. (Saison 1, Saison 2)
- Stroger, Phil : il se fait voler une ambulance à la fourrière par Michael et Lincoln. (Saison 4)
- Stroker : il est dans l'aile B de Fox River au moment de l'émeute et il essaye d'avoir Sara. (Saison 1)
- Sucre, Fernando : compagnon de cellule de Michael à Fox River, il a été condamné à cinq ans de prison pour vol aggravé. (Saison 1, Saison 2, Saison 3, Saison 4, Saison 5)
- Sucre, Lilah Maria : fille de Fernando Sucre et de Maricruz Delgado. (Saison 4)
- Sullins, Richard : agent des affaires internes du FBI. (Saison 2, Saison 3, Saison 4)
- Simmons, Crab : ex petit ami de Laeticia Barris. (Saison 1)
- Sweeney, Derek : vieil ami de Lincoln. (Saison 2, Saison 4)
- Swift, Marjorie : agent d'accueil qui donna l'argent à Chirstina. (Saison 4)

## T
- Tabak, Erol : mari de Lisa Tabak, membre du Cartel et ambassadeur de Turquie aux États-Unis. (Saison 4)
- Tabak, Lisa : elle est la fille de Jonathan Krantz et l'épouse d'Erol Tabak. Elle est aussi une fonctionnaire de haut rang du Cartel et est détentrice d'une des cartes de Scylla. (Saison 4)
- Tancredi, Frank : père de Sara Tancredi et Gouverneur de l'État de l'Illinois. (Saison 1, Saison 2)
- Tancredi, Sara : médecin travaillant à Fox River[2], elle s'est retrouvée impliquée dans le plan d'évasion de Michael. (Saison 1, Saison 2,Saison 3, Saison 4, Saison 5)[5]
- Tangren : elle se fait passer pour Sue Parsons et menace Lincoln de tuer L.J.. (Saison 1)
- Taylor, Michelle : elle a sauvé la vie de Sara lors qu'elle était détenue par Gretchen. (Saison 4)
- Theo : il est dans l'aile B de Fox River au moment de l'émeute et il essaye d'avoir Sara. (Saison 1)
- Thoreau, Nelson « Andrew » : il travaille pour le compte de Poséidon. (Saison 5)
- Trey : ami de Benjamin, il l'aide à retrouver sa femme et sa fille. (Saison 2)
- Tricia : chef des opérations de la NSA, elle a par le passé entretenue une relation avec A&W. (Saison 5)
- Trokey, Christopher : détenu à Fox River et compagnon de cellule de T-Bag. (Saison 1)
- "Trumpets" : détenu à Fox River. Ancien bras droit de C-Note et leader d'un groupe de noirs. (Saison 1, Saison 2)
- Tsili : il fournit la marijuana à L.J.. (Saison 1)
- Tuggle, « Capitaine » : il organise le transfert de Michael et Lincoln et retrouve Mahone blessé. (Saison 2)
- Turk : détenu de Fox River chargé d'assassiner Lincoln Burrows. (Saison 1)
- Tuxhorn, Stuart : il est un détenteur d'une des six cartes Scylla et un fonctionnaire de haut rang du Cartel. (Saison 4)
- Tyge, Andrew : détenu français à Sona qui semble avoir connu Whistler avant d'être en prison. Il insiste sur le fait qu'il a rencontré Whistler tout en travaillant à l'Hôtel Ambassador à Nice. (Saison 3)

## V
- Van Gogh : associé de Poséidon, il travaille en duo avec A&W. (Saison 5)
- Vikan, Patrick : ancien membre du Cartel qui veut acheter Scylla à Don Self. (Saison 4)
- Vincent : chef des opérations de la Navy, il est à la recherche de clandestins sur le navire de Sucre. (Saison 5)
- Volek, Nika : femme de Michael Scofield. Elle a obtenu la nationalité américaine en échange d'aider Michael pour son plan d'évasion. (Saison 1, Saison 2)

## W
- Wallace, Patty : invitée chez les Hollander quand T-Bag les enferme. (Saison 2)
- Warren, Agatha : détenue de Miami-Dade Penitentiary, membre du gang de Daddy. (Saison 4)
- Wasserman, « Docteur » : il a autopsié le corps de Terrence Steadman. (Saison 1)
- Welch, Katie : Une des infirmières qui s'est liée d'amitié avec Sara Tancredi à Fox River. (Saison 1, Saison 2)
- West, Angela : journaliste. Elle a interrogé Veronica quelques heures avant l'exécution de Lincoln. (Saison 1)
- Westmoreland, Charles « D.B. Cooper » : Vétéran de la prison de Fox River, condamné  à purger une peine de soixante ans. Détenteur de 5 000 000 $ cachés à Tooele dans l'Utah.(Saison 1, Saison 4)
- Weston, « Officier » : il est le premier à rentrer dans l'appartement de Lincoln pour l'arrêter. Il a menti sur ce qu'il était en train de faire. (Saison 1)
- Wheatley, Todd : agent du FBI. (Saison 4)
- Wheeler, Mark : agent du FBI qui aide Mahone à traquer les fugitifs. (Saison 2, Saison 4)
- Whistler, James : détenu de la prison Penitenciaría Federal de Sona, Whistler est accusé d’avoir tué le fils du maire de Panama. Sa tête est mise à prix au sein même de la prison. Il est dès lors le centre d’attention de nombreux détenus… (Saison 3, Saison 4)
- Whitecombe « Docteur » : chercheur en cybernétique, il greffe une main bionique à T-Bag. (Saison 5)
- White, Gregory : il est l'un des principaux administrateurs de la Gate Corporation. (Saison 4)
- Woody : propriétaire d'une boutique de jardinage, il se fait prendre par Michael puis Lincoln pour délivrer David. (Saison 2)
- Wright, Wilson : agent du FBI, coéquipier de Chris Franco. (Saison 4)
- Wyatt : déténu d'origine russe de Sona. Il se révolta quand l'eau vint à manquer et provoqua Lechero en lançant des pierres dans sa maison. Il a été plus tard noyé par Lechero et Sammy. (Saison 3)

## X
- Xing, Shan : homme d'affaires chinois censé vendre Scylla à Feng Huan, incapable de remplir son contrat il se fera tuer par celui-ci. (Saison 4)

## Z
- Zakat : gardien de prison de  Ogygia. (Saison 5)
- Zavala « Général » : il met Michael en isolement et se fait tuer par Gretchen. (Saison 3)